# Rejon uswiatski
Rejon uswiatski (ros. Усвятский район) – jednostka administracyjna wchodząca w skład obwodu pskowskiego w Rosji.
Centrum administracyjnym rejonu jest osiedle typu miejskiego Uswiaty, a główne rzeki to Uzmień i Uswiacza. W granicach rejonu usytuowane jest centrum administracyjne wiejskiego osiedla: Cerkowiszcze.